# Laura Pasqua
Pour les articles homonymes, voir Pasqua.
Laura Pasqua est une karatéka italienne née le 29 mai 1986 à Syracuse. Elle a remporté la médaille d'argent en kumite moins de 61 kg aux Jeux méditerranéens de 2009 à Pescara puis aux championnats d'Europe de karaté 2010 à Athènes et 2011 à Zurich avant de remporter une médaille de bronze dans la même catégorie aux championnats du monde de karaté 2014 à Brême.
Elle est médaillée d'argent par équipe aux Championnats d'Europe de karaté 2018 à Novi Sad et médaillée de bronze par équipe aux Championnats d'Europe de karaté 2019 à Guadalajara.